# Ahmed Krama
Ahmed Krama, född 14 februari 1973, är en algerisk friidrottare. Han deltog vid olympiska sommarspelen 1996.